# Kollet (Labé)
Pour les articles homonymes, voir Kollet.
Kollet est une ville et sous-préfecture de la préfecture de Tougué dans la région de Labé au centre-nord de la république de Guinée.